# Mistrzostwa Oceanii U-17 w piłce nożnej kobiet
Mistrzostwa Oceanii U-17 w piłce nożnej kobiet (ang. OFC Women's U-17 Qualifying Tournament) – turniej piłkarski w Oceanii organizowany co dwa lata przez OFC (ang. Oceania Football Confederation) dla zrzeszonych reprezentacji krajowych kobiet do lat 17. Pełnią funkcję kwalifikacji do mistrzostw świata U–17 – do światowego czempionatu awansuje tylko najlepszy zespół danej edycji turnieju Oceanii.

## Historia
Zapoczątkowany został w 2010 roku przez OFC jako Mistrzostwa Oceanii U-17 w piłce nożnej kobiet. Rozgrywki zostały rozegrane na stadionach Nowej Zelandii. W turnieju finałowym 2010 uczestniczyły reprezentacje Nowej Zelandii, Papui-Nowej Gwinei, Tonga i Wysp Salomona. Drużyny w grupie systemem kołowym walczyły o miejsca na podium. Pierwszy turniej wygrała reprezentacja Nowej Zelandii.

## Finały
| 2010 Szczegóły | Nowa Zelandia       | Nowa Zelandia | format ligowy | Wyspy Salomona    | Papua-Nowa Gwinea | format ligowy | Tonga          | 4 |
| 2012 Szczegóły | Nowa Zelandia       | Nowa Zelandia | format ligowy | Papua-Nowa Gwinea | Wyspy Cooka       | format ligowy | Nowa Kaledonia | 4 |
| 2016 Szczegóły | Wyspy Cooka         | Nowa Zelandia | 0 – 0         | Papua-Nowa Gwinea | Fidżi             | 0 – 0         | Nowa Kaledonia | 9 |
| 2017 Szczegóły | Samoa               | Nowa Zelandia | 6 – 0         | Nowa Kaledonia    | Fidżi             | n/a           | Wyspy Cooka    | 8 |
| 2023 Szczegóły | Polinezja Francuska | Nowa Zelandia | 1 – 0         | Fidżi             | Tahiti            | 5 – 3         | Nowa Kaledonia | 8 |
| 2024 Szczegóły | Fidżi               | Nowa Zelandia | 4 – 0         | Samoa             | Tonga             | 1 – 0         | Nowa Kaledonia | 8 |

## Statystyki
| Lp. | Drużyna           | Mistrz | Wicemistrz | Lata triumfów                        |
| --- | ----------------- | ------ | ---------- | ------------------------------------ |
| 1.  | Nowa Zelandia     | 6      | 0          | 2010*, 2012*, 2016, 2017, 2023, 2024 |
| 2.  | Papua-Nowa Gwinea | 0      | 2          |                                      |
| 3.  | Nowa Kaledonia    | 0      | 1          |                                      |
| 3.  | Wyspy Salomona    | 0      | 1          |                                      |
| 3.  | Fidżi             | 0      | 1          |                                      |
| 3.  | Samoa             | 0      | 1          |                                      |

* = jako gospodarz.